# Grande Autane
La Grande Autane (2.782 m s.l.m.) è una montagna francese delle Alpi del Delfinato. Si colloca nei Monti orientali di Gap.
Si può salire sulla vetta partendo da Ancelle.